# 王、关、戚事件
王、关、戚事件，或王关戚事件，是1967年文化大革命期间爆发的一宗政治事件，王力（中央宣传组组长）、关锋（全军文化革命小组副组长）和戚本禹（中共中央办公厅秘书局副局长、中共中央办公厅代主任）三人先后被隔离。三人均为中央文革小组成员。
早期三人攻击打倒陶铸、刘志坚后获得提升。但随着1967年7月20日武汉七·二〇事件，毛泽东意识到三人是利用政治试图与周恩来、康生夺权，最终促使毛泽东下令隔离审查三人。